# Dipodillus zakariai
Dipodillus zakariai là một loài động vật có vú trong họ Chuột, bộ Gặm nhấm. Loài này được Cockrum, Vaughn, & Vaughn` mô tả năm 1976.